# サントリー芸術財団
公益財団法人サントリー芸術財団（サントリーげいじゅつざいだん、SUNTORY FOUNDATION for ARTS）は、芸術分野の社会貢献活動を行う公益財団法人。
サントリーホールディングスがサントリー創業110周年を記念して、同社の子会社が行ってきたサントリー美術館の運営事業とサントリー音楽財団を統括し設立した。

## 経過
- 1961年、『サントリー美術館』開館。
- 1969年、創立70周年記念事業として『鳥井音楽財団』設立。「サントリー音楽賞」（旧名・鳥井音楽賞）創設[2]。
- 1975年、『サントリー美術館』赤坂のサントリービルに移転。
- 1978年10月、『鳥井音楽財団』をサントリー音楽財団に改称。
- 1986年10月、「サントリーホール国際作曲委嘱シリーズ」開始[3]。
- 1987年、「サマーフェスティバル」を開催[4]。
- 1990年4月、芥川作曲賞創設。
- 1994年11月3日、サントリーの創業90周年事業として、サントリーミュージアム『天保山』開設。
- 2001年度から「佐治敬三賞」を創設[5]。
- 2007年、『サントリー美術館』を東京ミッドタウン内に移転。
- 2009年8月21日、サントリーホールディングス、サントリーミュージアム『天保山』の2010年末での閉館発表。サントリー美術館に美術館事業を一本化[6]。
- 2009年9月1日、サントリー美術館とサントリー音楽財団等を公益財団法人サントリー芸術財団に移行[1]。

## 事業
- コンサート事業
- 展覧会事業
- 顕彰事業「サントリー音楽賞」「佐治敬三賞」ほか
- 助成事業
- 出版事業